# Jiří Brůna
Jiří Brůna (* 26. července 1955 Praha) je český básník, syn novináře a spisovatele Otakara Brůny. Od dětství bojuje s těžkou klaustrofobií a agorafobií. Posledních třicet let žije v Praze na Petřinách.
Básně publikuje od roku 1979./ Mladá fronta, Práce, Obrana lidu a další /. Jeho hlavními motivy jsou popis obyčejných věcí, vracení se do vzpomínek a potřeba slušnosti a lásky.
Původně knihtiskař, dále působil jako mistr odborné výchovy v oboru tiskař a od počátku devadesátých let až do roku 2010 byl zástupcem tiskárny MTT – malotirážní tisky.
Od roku 2010 až doposud zadavatelem tisku do severočeských tiskáren. Jiří Brůna je básnický solitér, čistě apolitický.

## Básnické dílo
- Ptám se sám sebe (Fortuna 1994)
- Básně a obrazy (Fortuna 1995)
- Psověk (Fortuna 2002)
- Každý jiný den (Fortuna 2003)
- Rozhovory s Anděly / Dialogues with Angels (MEZERA, 2008), (úvodní slovo ke knížce Jaroslav Holoubek)
- Rozhovory bez Andělů / Dialogues without Angels (MEZERA 2010), (úvodní slovo ke knížce Jaroslav Holoubek)
- Andělé na zemi / Angels on Earth (MEZERA 2011),( úvodní slovo ke knížce Jaroslav Holoubek)
- Zrcadlení / Zrkadlenie číslo 1–4 2012 – Verše z Petřínského hradu / Andělé Jiřího Brůny / (Vladimír Skalský, 2012)
- Tramvaj plná andělů / Streetcar Full of Angels (Monika Le Fay, 2013)
- Nekončící cesta domů – jemně pozlacená šedesátá léta (Monika Le Fay, 2013)
- Cesty kolem kruhu / Les chemins autour du cercle (Monika Le Fay, 2015)
- Tiché lesy (Monika Le Fay, 2018)
- Texty k obrazům Mirky Mádrové a Zuzany Oberthorové-Popelkové (reprezentativní kalendáře tiskárny MTT Miroslava Housara, 1996–2006)
- FK Dukla Praha – Ročenka Dukla klubu 2015 – ukázky z knížek – Andělé na Zemi, Tramvaj plná andělů, Nekončící cesta domů – vydání 2/2016
- Petřínský solitér – Slovenské DOTYKY, ročník XXIII, únor 2018 – autor Naďa Vokušová / výběr poezie, Tiché lesy
- OZVĚNA – kniha, Nakladatelství Mlhovina s.r.o., edice Čtverec / 2020 /, leden
- ŽENSKÁ PŘITAŽLIVOST – kniha, Jiří Brůna, Petra Čiháková – / poezie trochu jinak / – nakladatelství Mlhovina s.r.o.,Edice ČTVEREC, prosinec 2020
- Slovenský děda , Slovenská babička / texty s poezií /-Slovenské DOTYKY - ročník XXVI. 6-7 /2021 , šéfredaktor Naďa Vokušová , vydavatel Slovenský literárny klub v ČR / Vladimír Skalský/
- TAJEMSTVÍ DOBRA - kniha , Jiří Brůna , Petra Čiháková / poetické poselství do současné doby / , nakladatelství Mlhovina , Edice ČTVEREC , leden 2022
- Život VLKA - vzpomínková brožura / Pavel Brůna / , poetické texty - Barevný svět / Jiří Brůna / , rok 2022 , vydáno vlastním nákladem .
- FK Dukla Praha - Ročenka Dukla klubu 2023 - poetické texty , ukázka z knížky - Já vím , život básnického solitéra / próza /
- Já vím , aneb život básnického solitéra - biografie Jiřího Brůny , kniha , Nakladatelství mlhovina s.r.o. edice Čtverec , květen 2024
- Zděnek Fišer - Fotografie - výpravná publikace - kniha - strana 31-32 příloha , Zděnek Fišer - Fotografie pohledem básníka Jiřího Brůny , květen 2024
- FK Dukla Praha - Ročenka Dukla klubu 2024 - strana 21, 22,  23 text o petřínském básníku Jiřím Brůnovi . / jmb /.
- Talent a kreativita pro život - Jiří Brůna, Petra Čiháková - spoluautorská knížka , určená pro EXPO 2025 .

## Recenze
Dětství a dospívání na pražské Bořislavce, prázdniny ve slovenském Medzevě, dospělost na Petřinách… To vše je zachyceno v básnické sbírce Jiřího Brůny Nekončící cesta domů. Atmosféru míst, které má básník rád a se kterými je spjat jeho život, podtrhují dobové černobílé fotografie. (...) „Na stránkách této knihy je prostřednictvím básní zachycený život člověka, který stál vždycky v ústraní, radoval se z maličkostí a své zanícení pro lidi, zvířata a přírodu předával neúnavně dál,“ říká vydavatelka knihy Monika Le Fay.
- Česko-slovenská revue – Zrcadlení / Zrkadlenie, číslo 1–4, 2012 – Verše z Petřínského hradu – Vladimír Skalský
- Kultura – Vaše 6 – Andělé nad Břevnovem / Jiří Brůna / Zveřejněno 2. 7. 2012 / – napsal redakce
- Český rozhlas – pořad knížky Plus / premiéra 25. 5. 2014 / ukázky z knížky Nekončící cesta domů – redaktor, recitace – Jana Klusáková ./ Český rozhlas archiv /.
- Poetická scéna – Světový den poesie / 23 / – Poésia en Colores – 2014 – Marek Zeman / duše a srdce Marow / v hudebním propojení s básníkem Jiřím Brůnou – interpretace Blanka Fišerová
- Tramvaj plná andělů – recenze,/ aneb, co se do knížky nevešlo / – únor 2013 – Jaroslav Holoubek, básník
- Bulletin SUF – ročník 25/2015 č. 85 – 3. strana obálky – Cesty kolem kruhu – Radka Mudrochová, Iva Sochorová
- Časopis Navýchod č.1 /2018, březen – ukázka z díla – zveřejnil – Galina Babak, šéfredaktor
- Nakladatelství Mlhovina s.r.o. / recenze knížky OZVĚNA / – David Dresler
- Jiří Brůna – doslov ke knížce československého básníka Jozefa Junase – V krajině ticha / 2018, nakladatelství Petrklíč /
- Anna Moon - Básně - Vydalo nakladatelství Nová Forma ,s.r.o . - Úvodní slovo , textové korektury - Jiří Brůna / 2022 / .
- Naše Praha 6 - Básník Jiří Brůna: Fotbalová Dukla mi přirostla k srdci /21.10. 2022/
- Hlasatel z Julisky - Kluk z Bořislavky /15.10. 2022/
- Naše Praha 6 - Vánoční slovo petřínského básníka /2.12.2022 / -2022 /17
- Hlasatel z Julisky - Žlutočervená duha báseň a  / Text o petřínském básnickém solitéru / -2.9.2023